# Jessica Dismorr
Jessica Stewart Dismorr (3. března 1885 Gravesend, Kent – 29. srpna 1939 Londýn) byla anglická malířka a ilustrátorka. Byla členem téměř všech avantgardních skupin působících v Londýně v letech 1912 až 1937 a byla jedním z mála anglických malířů 30. let 20. století, kteří pracovali zcela abstraktně.

## Raná léta
Narodila se v Gravesendu v Kentu, jako čtvrtá z pěti dcer Mary Ann Dismorrové, rozené Clowes, a Johna Stewarta Dismorra, bohatého obchodníka s majetkovými zájmy v Jižní Africe, Kanadě a Austrálii. Rodina se přestěhovala do Hampsteadu v roce 1890, kdy Jessica studovala na Kingsley College. Její matka trpěla dlouhodobě špatným zdravotním stavem, ale příjmy jejího otce znamenaly, že rodina byla bez finančních starostí a tak Jessica mohla cestovat po Evropě. V letech 1902 až 1903 navštěvovala uměleckou školu Slade School of Art. V roce 1904 studovala pod vedením Maxe Bohma v Étaples a v letech 1910 až 1913 na Académie de La Palette v Paříži, kde studovala pod vedením Jeana Metzingera. Také byla ve skupině Scottish Colourists s Johnem Duncanem Fergussonem. V Paříži sdílela studio s americkou umělkyní Marguerite Zorach, rozenou Thompson. V roce 1911 přispěla několika ilustracemi do avantgardního časopisu Rhythm. Během července 1912 vystavila s Allied Artists Association tři obrazy krajin, které měly příznivé recenze. V říjnu 1912 měla společnou výstavu s Fergussonem a S. J. Peploem v galerii Stafford v Londýně. Od roku 1912 do roku 1914 vystavovala také na Salon d'Automne v Paříži. V letech 1912 a 1913 vystavovala fauvismem ovlivněnou práci s Allied Artist's Association.

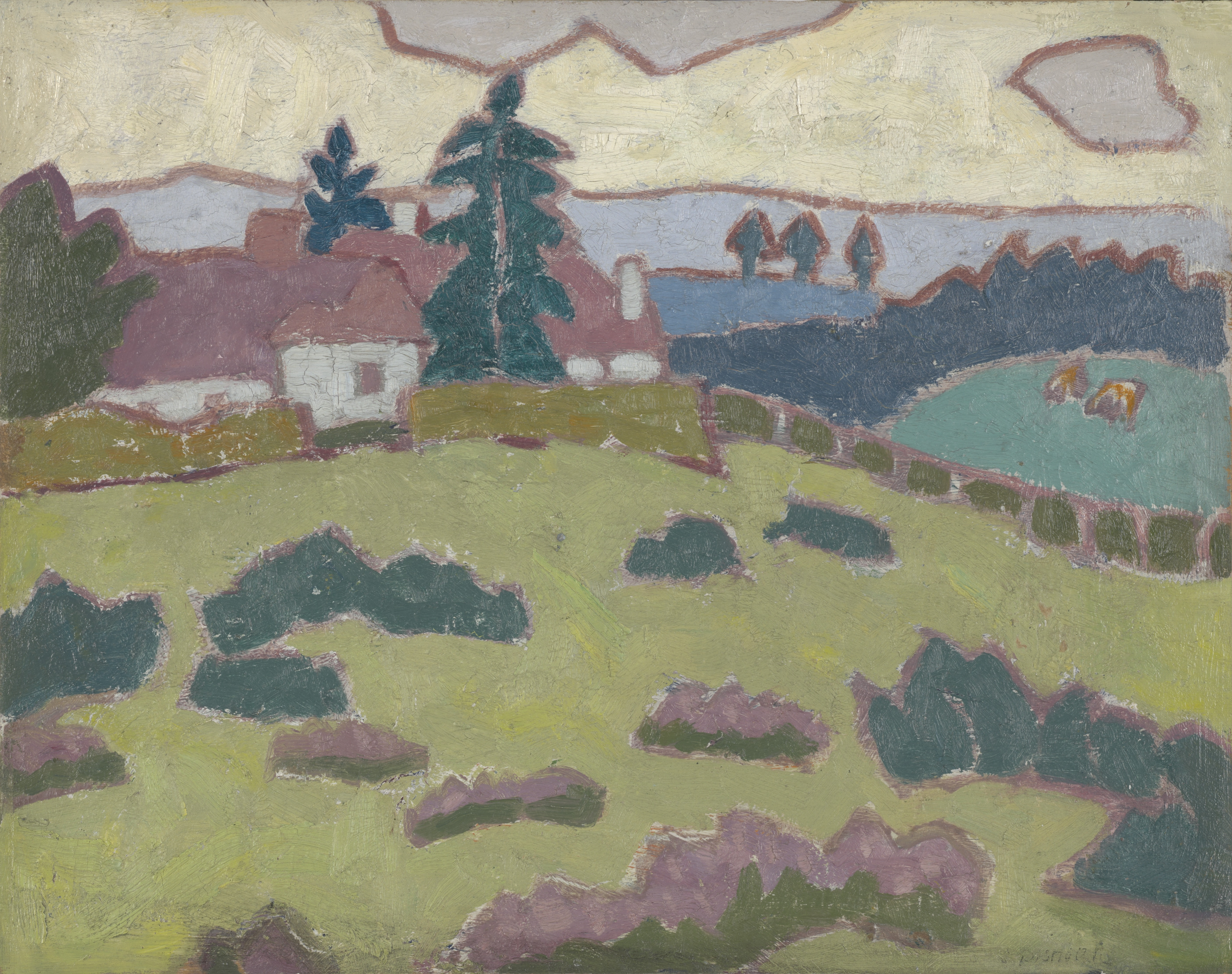
Krajina, Jessica Dismorr, 1911

## Vorticismus
V roce 1913 se setkala s Wyndhamem Lewisem a od roku 1914 se stala členkou Rebel Art Center. Držela si studio v Kings Road, Chelsea v Londýně, podnikala časté výlety do Francie. Byla signatářkou Vorticistického manifestu, který byl publikován v prvním vydání literárního časopisu BLAST v roce 1914, a také přispěla ilustrací a článkem Monologue do druhého vydání v roce 1915. Z tohoto období se dochovalo jen málo jejích prací. Čtyři práce, kterými přispěla k výstavě Vorticismu v roce 1915, jsou nyní považovány za ztracené, stejně jako originál The Engine, který byl reprodukován v časopise BLAST. Obě muzea Victoria and Albert Museum a Tate Gallery vlastní po jednom obraze jako příkladu jejích prací z tohoto období. Sběratel John Quinn vystavil několik obrazů v New Yorku v prosinci 1916. S vorticisty vystavovala v New Yorku v Penguin Clubu znovu v lednu 1917. Byla jednou ze dvou žen, které byly členkami vorticistického hnutí (druhou byla Helen Saunders). Také vystavovala s Allied Artists Association, Seven and Five Society (umělecké sdružení sedmi malířů a pěti sochařů vytvořené v roce 1919 se sídlem v Londýně) a London Group. Byla jedinou ženou, která přispěla ke Group X  a vystavovala svá abstraktní díla na výstavě Artists' International Association (Mezinárodní sdružení umělců) v roce 1937. Básně a ilustrace od Dismorrové se objevily v několika avantgardních publikacích včetně časopisu BLAST, Rhythm a Axis.

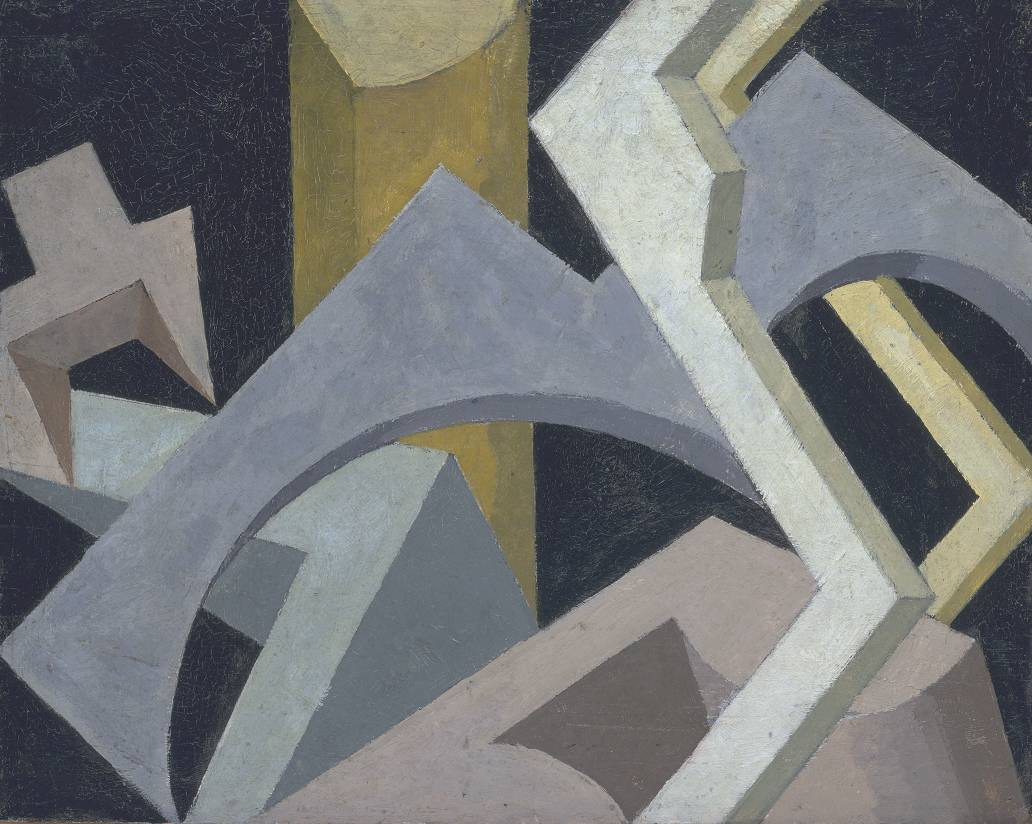
Abstrakce, Jessica Dismorr, 1915

Po Dismorrové další jedinou ženou ve skupině vorticistů byla Helen Saunders. Obraz The Vorticists at the Restaurant de la Tour Eiffel, Spring 1915 od Williama Robertse z roku 1961–1962 zobrazuje sedm mužů dominujících v popředí, za nimi dvě ženy s Dismorrovou ve dveřích zcela v pozadí. Podle Kate Lechmere, finanční podporovatelky časopisu BLAST a Rebel Art Center, měla Dismorrová s Wyndhamem Lewisem komplikovaný vztah a spolu s Helen Saundersovou byly jedněmi s malých psíčků, kteří chtěli být Lewisovými otroky a dělat pro něj všechno. Kate Lechmer prohlašovala, že při jedné příležitosti Dismorrová stála nahá na Oxford Street, aby demonstrovala, že udělá cokoliv, o co jí Lewis požádá. Dismorrová a Wyndham Lewis se rozešli v roce 1925, když odmítla koupit od něj jeho kresby v době, kdy měl nedostatek peněz. Zdá se, že když mu v roce 1928 půjčila nějaké prostředky, jejich přátelství bylo obnoveno. Robin Ody, blízká přítelkyně a vykonavatelka poslední vůle Dismorrové (ve které všichni příjemci byli ženy), ji popsala jako Edvardiánský fenomén nové ženy. Ody se domnívala, že Dismorrová s Lewisem neměla fyzický vztah. Vztah Kate Lechmer a Lewise skončil trpce, a Kate vedla právní kroky pro získání peněz, které jí Lewis dlužil. Lechmerová poskytla veškeré prostředky na zaplacení Rebel Art Center, kde se potkali Vorticisté v roce 1914 – skutečnost, kterou Lewis musel připustit Christopherovi Nevinsonovi, který ve skupině nechtěl žádnou z těchto zatracených žen.

## První světová válka
Během první světové války Dismorrová pracovala jako zdravotní sestra ve Francii a poté spolupracovala s American Friends Service Committee jako dvojjazyčný terénní důstojník. Po válce byla Jessica Dismorr v centru londýnského avantgardního světa, seznámila se s T. S. Eliotem a Ezrou Poundem, její básně a ilustrace byly zveřejněny v různých publikacích. Během roku 1919 byly v The Little Review vydávány její básně, ale po velmi kritickém článku od Arthura Yvora Winterse, amerického básníka a literárního kritika, nepublikovala až do třicátých let 20. století. Počátkem roku 1920 měla Dismorrová několik obrazů vystavených na skupinových výstavách v Mansard Gallery a New Art Salon. Mezi lety 1920 a 1924 neměla zřejmě žádný domov, cestovala po celé Evropě, trávila čas v Paříži, v Alpes-Maritimes, v Londýně a Folkestonu. V roce 1920 měla neurotické potíže a dostalo se jí lékařské rady přestat malovat. W. Lewis podezíral lékaře, že to byl právě její modernistický styl, který způsobil obavu lékaře o její zdraví a napsal jí, že nejlepší možné rozptýlení pro vás by bylo malování.

## Pozdější život

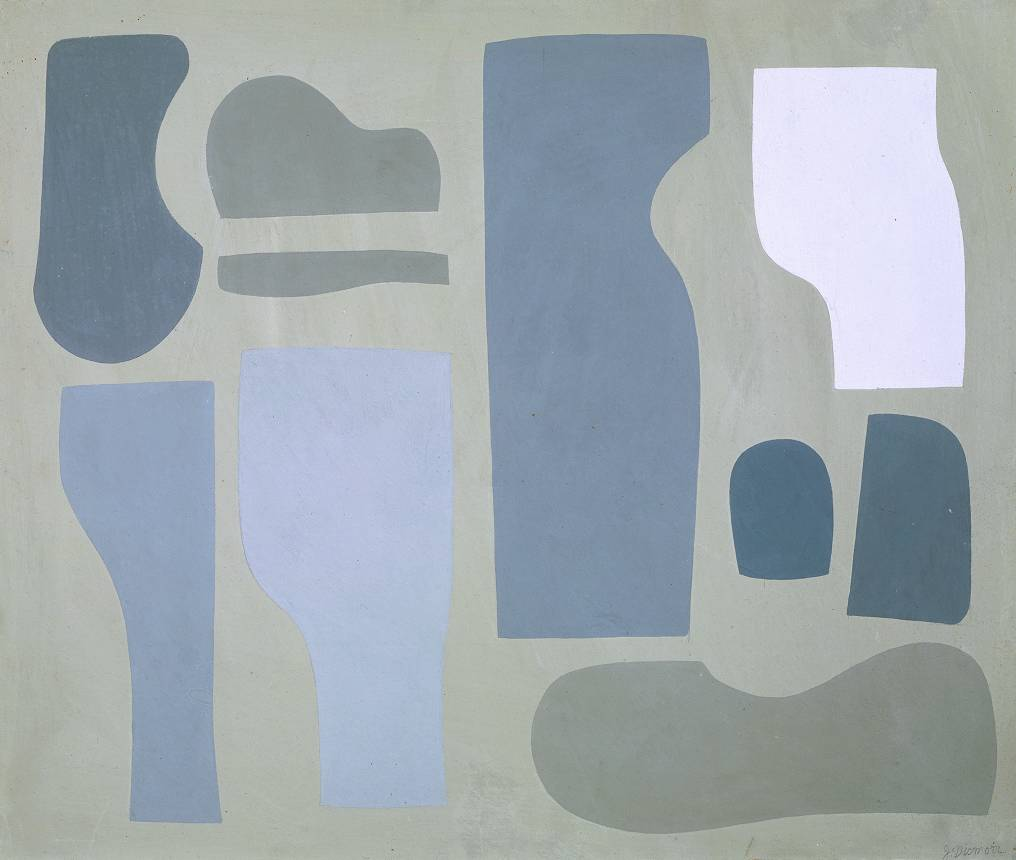
Související formy, Jessica Dismorr, 1937

V roce 1924 Dismorrová vytvořila sérii akvarelů pro hudební sály, což v té době bylo populární. V roce 1925 měla svou první samostatnou výstavu v Mayor Gallery v Londýně. Úvodní slovo pro výstavní katalog napsal anglický malíř a umělecký historik Reginald Howard Wilenski. Výstava zahrnovala sérii obrazů namalovaných ve Francii, Itálii, Španělsku, Skotsku a Anglii. Fauvistická kompozice Pyrenean Town (Pyrenejské město), byla reprodukována na přehlídce výstavy a také uvedena v Seven and Five Society. V roce 1926 pečovala o svou nemocnou matku, neměla mnoho času na malování a tak v průběhu tohoto roku vystavovala jen starší práce. Její matka i sestra Blanche zemřely v roce 1926 a ona sama byla v roce 1927 nemocná. Zotavila se a mezi lety 1927 a 1934 se skupinou London Group vystavovala asi dvacet šest obrazů. Počátkem třicátých let vytvořila řadu portrétů básníků, včetně Dylana Thomase, Cecil Day Lewis a Williama Empsona. Vystavovala s Charlesem Ginnerem a Barbary Hepworthovou v London Group, stejně jako s Ivonem Hitchensem a Benem Nicholsonem v Seven and Five Society, která se připojila k oběma skupinám v roce 1926. Vytvořila několik pointilistických autoportrétů vedle portrétů své matky a kamarádky. Jedním z nich byl i portrét umělkyně Catherine Dawson Giles, kterou Dismorrová znala od roku 1904, když se setkali v Etaples. Obě také podnikaly ve dvacátých letech společné cesty po Evropě, během kterých malovaly. Dismorrová několik let žila v rodině Gilesové v Londýně. Během svých posledních let pokračovala v malování a vystavovala své dílo, které se během pozdních třicátých let stalo zcela abstraktním. Vystavovala s Association Abstraction-Creation. Svým dílem Related Forms přispěla do časopisu Axis v roce 1937. Jessica Dismorr spáchala v Londýně dne 29. srpna 1939, tedy pět dnů před tím, než Anglie vyhlásila válku Německu, sebevraždu oběšením.
Společnou výstavu děl Dismorrové a Gilesové uspořádala Fine Art Society v Londýně v roce 2000.